# 2018年臺灣
|        | 臺灣歷史 \| 台灣歷史年表 |
| 世纪： | 20世纪臺灣 \| 21世纪臺灣 \| 22世纪臺灣 |
| 年代： | 1980年代臺灣 \| 1990年代臺灣 \| 2000年代臺灣 \| 2010年代臺灣 \| 2020年代臺灣 \| 2030年代臺灣 \| 2040年代臺灣                                           |
| 年份： | 2013年臺灣 \| 2014年臺灣 \| 2015年臺灣 \| 2016年臺灣 \| 2017年臺灣 \| 2018年臺灣 \| 2019年臺灣 \| 2020年臺灣 \| 2021年臺灣 \| 2022年臺灣 \| 2023年臺灣 |
| 纪年： | 戊戌年（狗年）、中華民國107年 |

## 政府

### 國家正副元首

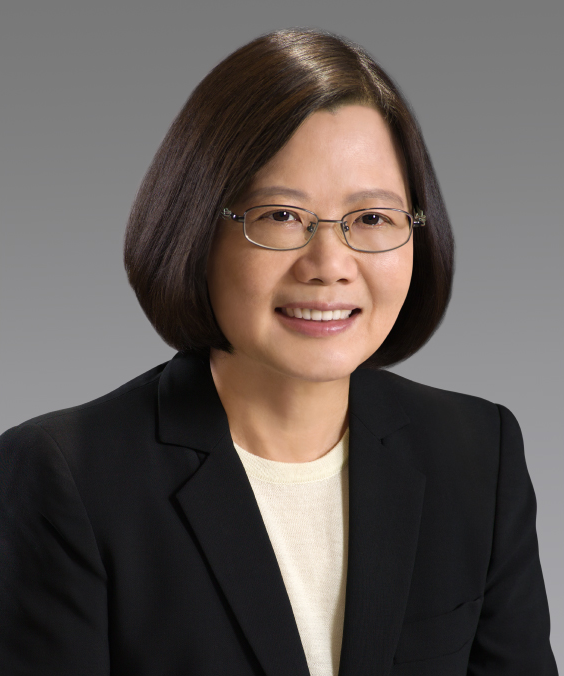
總統：蔡英文
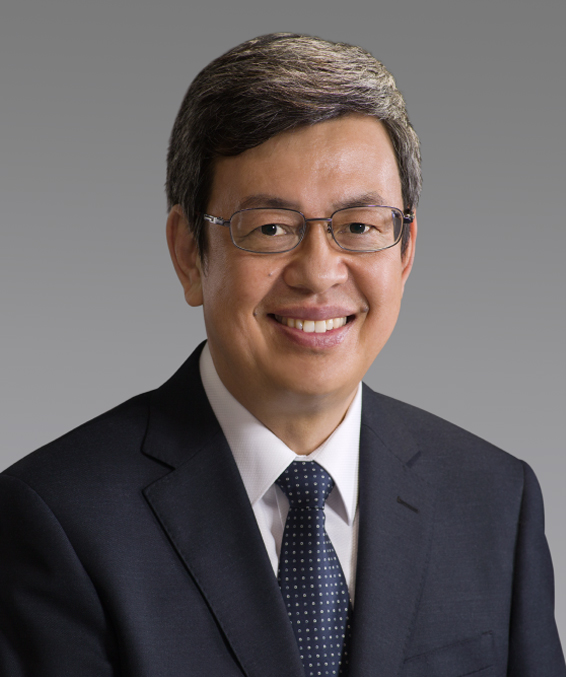
副總統：陳建仁

### 五院首長

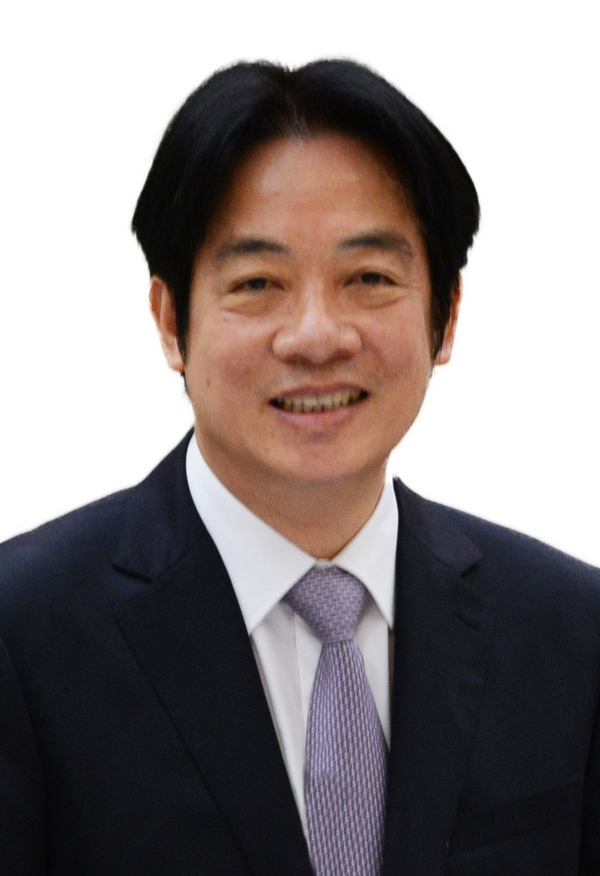
行政院院長：賴清德
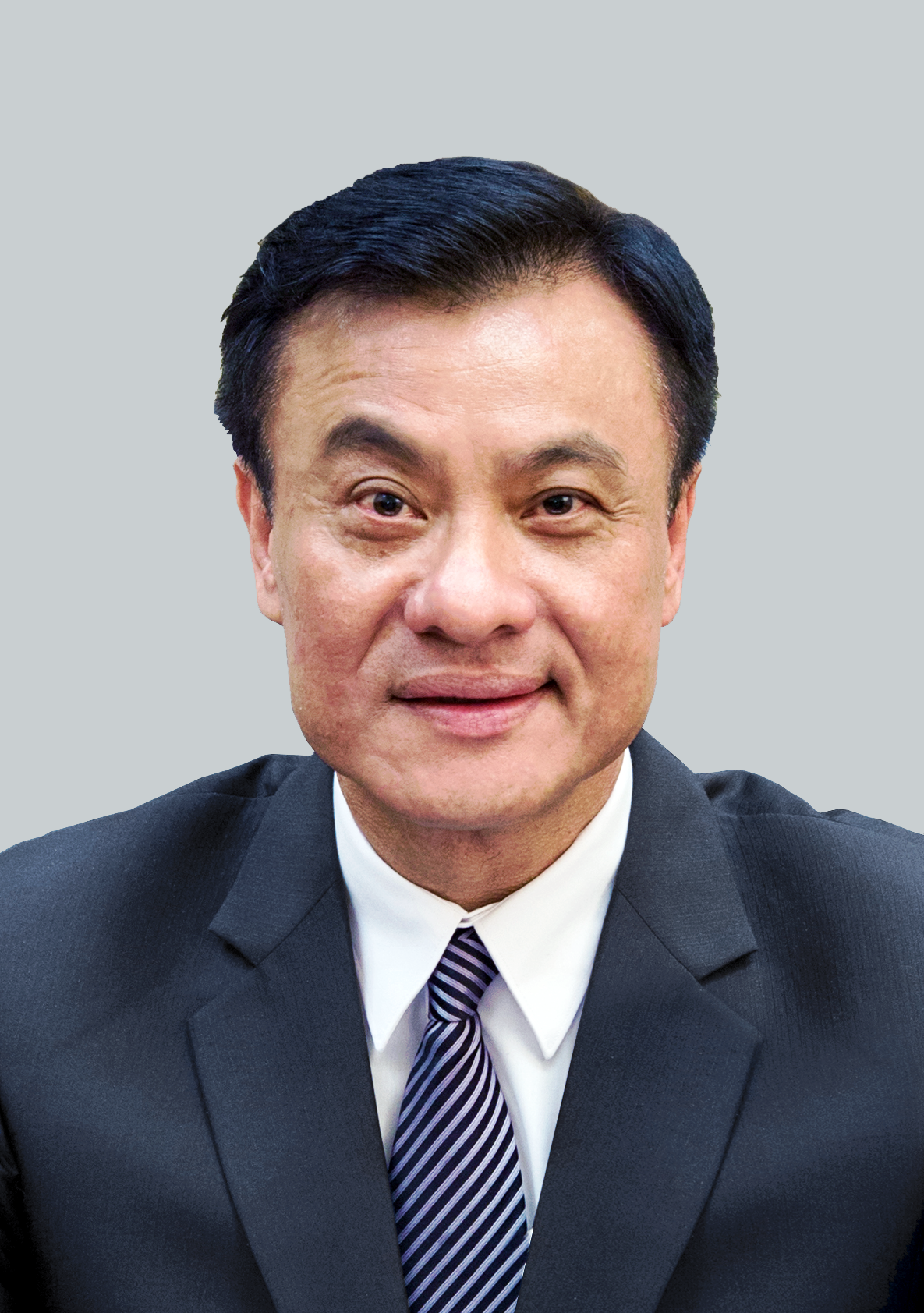
立法院院長：蘇嘉全
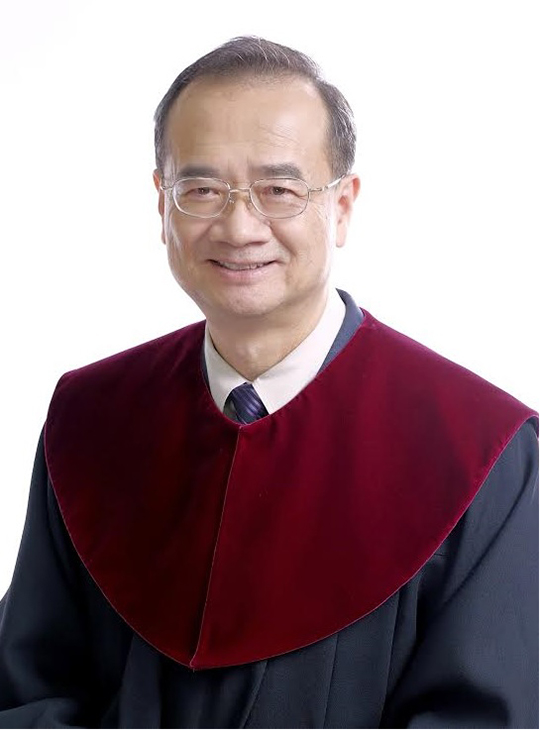
司法院院長：許宗力
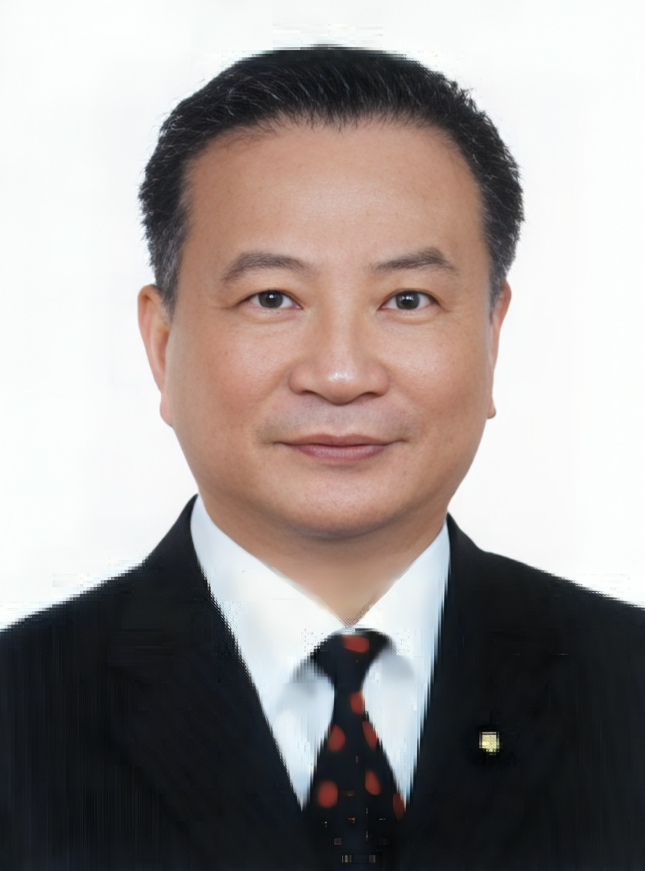
考試院院長：伍錦霖
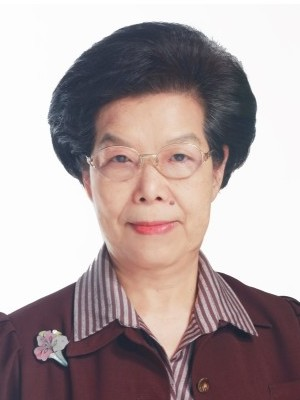
監察院院長：張博雅

### 成員變動

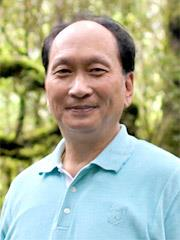
臺灣省政府主席：吳澤成（末任）
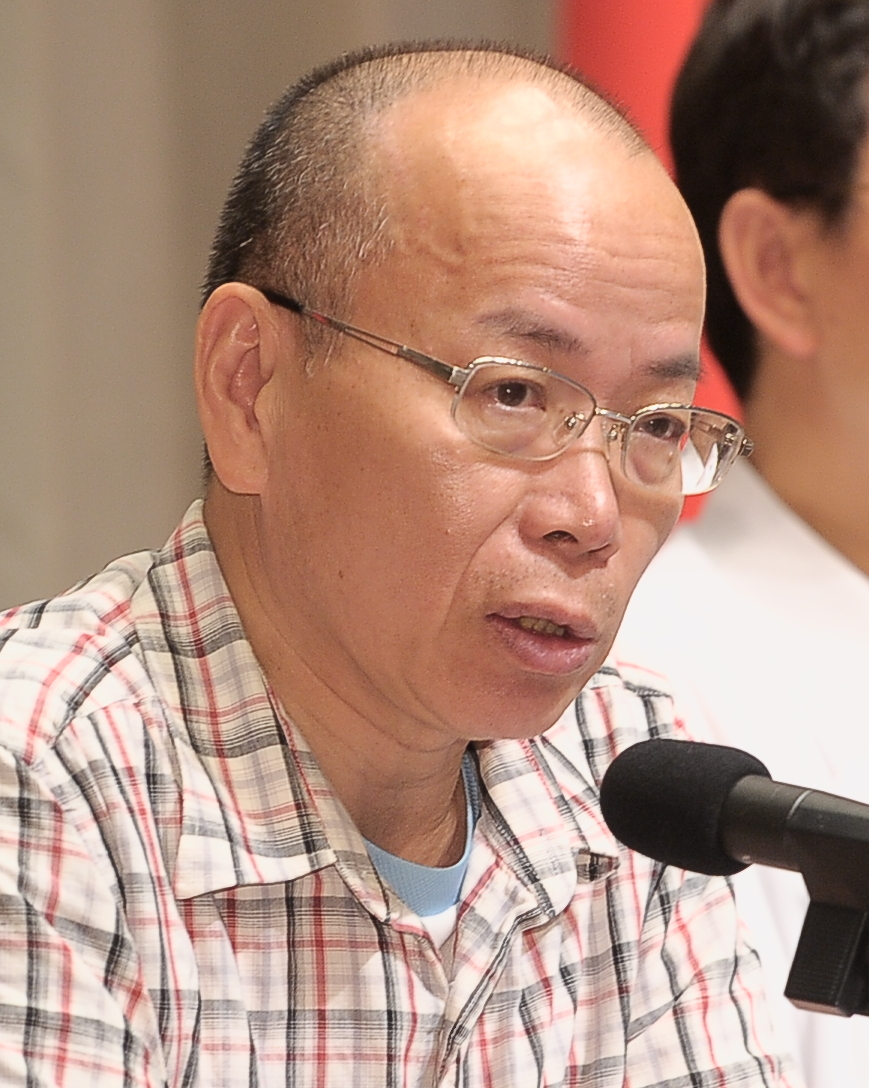
福建省政府主席：張景森（末任）

## 大事記
2018年臺灣：1月 - 2月 - 3月 - 4月 - 5月 - 6月 - 7月 - 8月 - 9月 - 10月 - 11月 - 12月
※給編輯者：本章節請與Portal:臺灣/新聞動態同步更新，並附上參考資料。

### 1月
- 1月5日，國立政治大學在校務會議中進行「外語畢業標準檢定辦法」提案討論，最後是以47票同意廢止、7票反對，正式廢除英語畢業門檻。[1]
- 1月10日，立法院三讀通過勞基法修正案。[2][3][4]
- 1月17日，臺北市北投區下午發生規模5.7有感地震，震源深度140公里。這是北投自1977年以來，發生過規模最大的地震。中央氣象局及中央地調所強調，地震主因來自地層深處板塊活動，與大屯火山群無關而且不會引發火山爆發。[5]

### 2月
- 2月4日，花蓮晚間發生矩震級6.1的地震。
- 2月5日，台9線蘇花改第一階段蘇澳～東澳段於下午開放通車。[6]
- 2月6日，花蓮晚間發生矩震級6.4的地震，震源深度僅9.5公里，造成多數大樓坍塌。[7][8][9]
- 2月19日，宜蘭晚間發生芮氏規模5.3的地震，震源深度46.5公里。[10]

### 3月
- 3月16日，美國參議院及眾議院兩院通過及美國總統川普簽署生效台灣旅行法[11]。

### 4月
- 4月18日，李明哲妻李凈瑜赴英國國會作證。

### 5月
- 5月1日，多明尼加政府宣布與中華人民共和國建立大使級外交關係，並與中華民國斷交[12]。
- 5月24日，布吉納法索宣布與中華民國斷交。中華民國邦交國總數剩餘18國[13][14]。

### 6月
- 6月12日，美國在台協會在內湖區內湖新館正式落成，美國方面出席由美國在台協會主席莫健、美國國務院教育文化事務助理國務卿瑪麗·羅伊斯、美國國務院海外建築業務局大使默色、AIT處長梅健華，台灣方面出席由台灣總統蔡英文、前總統馬英九、行政院院長賴清德、外交部部長吳釗燮、台北市市長柯文哲[15]。
- 6月23日，中華民國國家發展委員會主任委員陳美伶宣布自該年7月1日起台灣省政府之業務與員額開始移交於中央政府部會，至遲於該年底完成。

### 7月
- 7月，農委會宣布口蹄疫不再施打疫苗，若一年沒傳出新案例，可2019年可重新取得到不打疫苗非疫區資格。[16]
- 7月1日，臺灣省政府將走入歷史，相關業務及人員將移交中華民國國家發展委員會接續辦理。

### 8月
- 8月，國防部發表國防報告書指出，中共規劃在2020年前完備攻台可恃戰力。
- 8月23日熱帶性低氣壓登陸屏東，為台灣中部及南部帶來強烈降雨。

### 9月
- 9月4日，文化部同日召開「考古遺址審議會」，審議通過「丸山遺址」為臺灣第9處國定考古遺址。[17][18]
- 9月5日：
  - 核四廠第2批燃料棒同日深夜0時，運離廠區，12輛貨櫃車在警方沿路戒護下，深夜1時抵達基隆港西19碼頭，等待吊掛上貨輪送至美國。[19]
  - 行政院核定公告：「1.修正基本工資每小時為新臺幣150元。2.修正每月基本工資為新臺幣23,100元。」自2019年1月1日起實施。[20]
- 9月7日，亞培公司證實，亞培原味安素等6款鐵罐產品確實有變質情形。食藥署表示，有6款產品自同年1月起，至8月止，全臺共計629件客訴案，業者卻無法提出產品安全證明。通知其自即日起，全臺進行預防性下架，並針對6項產品進行抽驗。[21]
- 9月10日：
  - 疾病管制署副署長莊人祥表示，桃園市八德區國防大學戰爭學院近期發生群聚A型流感事件，研判應為首例病患未依「自我隔離」原則在家休養，依舊堅持到校上課，致發生周遭學員感染發病。校方表示，自即日起，停課三日，校舍區域全面進行消毒，染病學員隔離治療，目前已將疫情控制。[22]
  - 中鋼高雄廠同日於施作耐火磚吊掛作業時，發生工安意外。其耐火磚塊發生坍塌崩落，砸傷現場三名工人，經送醫後，一人傷重不治。勞檢處持續調查中。[23]
- 9月11日，衛生福利部疾病管制署同日疫情週報公布說明，同年至9月10日止，臺灣共計107例登革熱病例，罕見的是型別4型都具備。台南市流行（第4型）、高雄市流行（第3型）、新北市流行（第2型）及台中、彰化流行（第1型）。研判應與國人入、出境頻繁、外國遊客攜入及近期臺灣高溫、溼熱產生所致。[24]
- 9月13日，黃士修到中選會再補送近3萬連署書，卻被中選會拒絕。綜合規劃處科長廖桂敏認為，黃士修等人在6日送件時已經拿了收據就代表程序完成，每個案子都是送一次件。黃士修批評中選會違法，根本沒有法規定期限前只能送一次件，黃士修等人將剩下的連署書卸貨在中選會樓下，黃便展開絕食抗議。[25]
- 9月27日，資深知名歌手費玉清發表聲明，宣佈於2019年巡迴演唱會結束後正式退休，告別46年歌唱生涯。[26]
- 9月28日，成大醫院發生成大開刀房案，林姓葉克膜技師持刀衝入正在準備動手術的手術室內，砍傷陳姓女護理師。[27]

### 10月
- 10月14日，高雄市區鐵路地下化計畫第一階段工程完工通車，完成高雄市左營區新左營車站至鳳山區大智陸橋間15.37公里之鐵路地下化，並復設、增設內惟等七座車站。[28]
- 10月20日，喜樂島聯盟在台北舉辦「全民公投反併吞」大遊行，為舒緩獨派壓力，民進黨當天同步在高雄舉辦「反併吞護台灣」大遊行，為年底選舉的民進黨候選人造勢。
- 10月21日，台鐵普悠瑪6432次列車傍晚在宜蘭蘇澳新馬車站發生翻覆意外，共有18人死亡、187人受傷，共205人。
- 10月28日，臺中都會區鐵路高架捷運化計畫第二階段工程完工通車，增設栗林等五座車站。[29]

### 11月
- 11月16日，鄭南榕發起台灣新國家運動 30週年。
- 11月24日，執政黨民主進步黨於2018年中華民國直轄市長及縣市長選舉中僅獲6席，而中國國民黨則贏得15席，另有1席由無黨籍候選人奪得。[30][31]

### 12月
- 12月18日，立法院三讀通過《司法院大法官審理案件法》條文修正並更名為《憲法訴訟法》，除將司法院大法官審理案件程序司法化、裁判化、法庭化外，亦降低立法委員聲請釋憲及大法官作成解釋之門檻，並建立裁判憲法審查制度。[32][33]
- 12月24日，教育部同意由管中閔出任國立臺灣大學校長，但仍要求該校於三個月內就遴選程序之瑕疵及爭議提出檢討報告。[34][35]
- 12月25日，教育部同意由管中閔出任國立臺灣大學校長後，部長葉俊榮向行政院院長賴清德請辭獲准。[36][37]
- 12月28日，行政院院長賴清德與立法院院長蘇嘉全就立法委員選區變更一事協商並達成共識，區域立委部分臺南市、新竹縣各增加一席，高雄市、屏東縣則各減少一席，自第十屆立法委員選舉起適用，至於選區變更後之選區劃分細部調整，則有待後續協商。[38][39]
- 12月31日：
  - 金門縣金沙鎮田埔海岸發現豬屍，經行政院農業委員會家畜衛生試驗所檢驗為非洲豬瘟陽性，而其病毒株基因片段與中國之病毒株相似度達100％，可能係自中國海飄而來。[40][41]
  - 美國參議院及眾議院兩院通過及美國總統川普簽署生效2018年亞洲再保證倡議法第209條款重申支持美國與台灣間政治、經濟及安全的合作；依台灣關係法、中美三個聯合公報及六項保證實現美國對台灣的承諾；反對改變台海現狀，支持兩岸都能接受的和平解決方案；亦要求美國總統應定期對台軍售，並依台灣旅行法派遣高階官員訪問台灣。另在第205條款將台灣納入美國應肯定的夥伴交往之列[42][43][44]。

## 節日與主題
以下列出2018年與臺灣社會相關的重大事件、節日及活動。

### 1月
- 1月1日：元旦，中華民國開國紀念日，台北101跨年煙火表演
- 1月5日：小寒
- 1月19日：中小學106學年度第一學期結束
- 1月20日：大寒
- 1月22日–1月24日：中小學106學年度第二學期第一周
- 1月24日：臘八
- 1月25日–2月20日：中小學106學年度寒假
- 1月27日–1月28日：107學年度大學學科能力測驗

### 2月
- 2月4日：立春
- 2月14日：西洋情人節
- 2月15日：除夕
- 2月16日：農曆新年
- 2月17日：回娘家
- 2月19日：迎財神、雨水
- 2月20日：中小學106學年度寒假結束
- 2月21日：中小學106學年度第二學期第二周開始
- 2月24日：天公生
- 2月28日：和平紀念日

### 3月
- 3月2日：元宵節
- 3月2日─3月11日：嘉義2018年臺灣燈會
- 3月5日：驚蟄
- 3月8日：婦女節
- 3月12日：植樹節
- 3月14日：白色情人節
- 3月21日：春分
- 3月29日：青年節

### 4月
- 4月1日：愚人節、復活節
- 4月4日：兒童節
- 4月5日：清明節
- 4月7日：言論自由日
- 4月20日：穀雨
- 4月22日：世界地球日

### 5月
- 5月1日：勞動節
- 5月5日：立夏
- 5月13日：母親節
- 5月21日：小滿

### 6月
- 6月6日：芒種
- 6月18日：端午節
- 6月21日：夏至

### 7月
- 7月1日─7月3日：107學年度大學入學指定科目考試
- 7月1日：中小學暑假開始
- 7月7日：小暑
- 7月23日：大暑

### 8月
- 8月7日：立秋
- 8月8日：父親節
- 8月11日：鬼門開
- 8月17日：七夕
- 8月23日：處暑
- 8月25日：中元節
- 8月30日：中小學107學年度第一學期開學

### 9月
- 9月3日：軍人節
- 9月8日：白露
- 9月23日：秋分
- 9月24日：中秋節
- 9月28日：教師節

### 10月
- 10月8日：寒露
- 10月10日：國慶日、國慶煙火
- 10月17日：重陽節
- 10月23日：霜降
- 10月25日：臺灣光復節
- 10月31日：萬聖節

### 11月
- 11月7日：立冬
- 11月12日：國父誕辰紀念日
- 11月22日：小雪、感恩節

### 12月
- 12月7日：大雪
- 12月22日：冬至
- 12月24日：平安夜
- 12月25日：行憲紀念日、聖誕節
- 12月31日：全台各地跨年

## 出生
参见： 2018年出生
- 7月21日——蔡桃貴：YouTube網紅，是蔡阿嘎長子。
- 10月9日——劉杰叡：演員。

## 逝世

### 1月
- 1月2日：林繼文，53歲，台灣政治學者，中央研究院政治學研究所前所長、研究員。
- 1月6日：楊采玹，63歲，台灣資深演員。
- 1月9日：黃榮清，64歲，臺灣警察，內政部警政署航空警察局局長，因胰臟癌病逝。
- 1月14日：洪純隆，75歲，台灣神經外科醫師，高雄醫學大學附設中和紀念醫院前院長，因大腸癌病逝。
- 1月16日：陳大偉，55歲，中華民國法務部法制司副司長，因車禍離世。
- 1月18日：王愈榮，86歲，天主教臺中教區榮休主教、財團法人私立輔仁大學前董事長。
- 1月21日：孫明賢，81歲，臺灣政治人物，行政院農業委員會前主任委員、中國海峽兩岸農業協會名譽理事長。
- 1月23日：許哲毓，約40歲，台灣搖滾樂團Tizzy Bac貝斯手，因癌症病逝。
- 1月28日：徐鴻志，81歲，台灣政治人物，前桃園縣縣長。
- 1月30日：黃晴美，79歲，台灣政治人物鄭自才前妻、人權活動者黃文雄之妹。
- 1月30日：郭玫蘭，46歲，台灣記者，曾任職於中央通訊社，因腦瘤病逝。

### 2月
- 2月5日：乾德門，74歲，台灣演員，因肺癌病逝。
- 2月5日：謝博生，77歲，台灣醫師、醫學學者，國立臺灣大學醫學院前院長，因腦中風病逝。
- 2月14日：周正志，68歲，台灣拳擊運動員、演員、政治人物。
- 2月19日：鄭貞銘，81歲，台灣傳播學者，中國文化大學新聞暨傳播學院前院長、中央通訊社前常務監事，因腎衰竭病逝。

### 3月
- 3月3日：張金鳳，93歲，臺灣商人蔡潔生側室、總統蔡英文母。
- 3月5日：繆德生，62歲，中華民國陸軍退役上校、反年改運動參與者，意外墜樓。
- 3月7日：陳田錨，89歲，台灣政治人物，曾任高雄市議員、議長。
- 3月16日：許登宮，77歲，臺灣前立法委員。
- 3月18日：李敖，82歲，臺灣作家，因腦癌病逝於臺北榮民總醫院。
- 3月19日：洛夫，91歲，臺灣詩人，為創世紀詩社創辦人與其鐵三角之一，因肺部疾病病逝於臺北榮民總醫院。
- 3月26日：沈懷玉，70歲，台灣女性歷史學者。[45]

### 4月
- 4月1日：洪維健，68歲，台灣白色恐怖事件「蘇藝林案」受難者家屬、紀錄片導演。心肌梗塞。
- 4月9日：陳秋盛，75歲，台灣指揮家。
- 4月13日：李柏君，96歲，台灣京劇大師，尚派武生傳人，國立臺北藝術大學名譽博士。
- 4月18日：何康婷，57歲，台灣聲樂家、女高音、音樂教育家。
- 4月19日：汪石泉，86歲，台灣作曲家，曾任華視節目部編審，代表作《無敵鐵金剛》台灣版主題曲。
- 4月22日：劉立立，79歲，台灣女性電影、電視劇導演。
- 4月23日：蔡萬德，86歲，台灣企業家、國泰醫院前董事長。
- 4月26日：蔣永敬，95歲，臺灣歷史學家，曾任國立政治大學教授。

### 5月
- 5月1日：
  - 孫越，87歲，台灣演員，曾獲得金馬獎最佳男主角獎和男配角獎。
  - 蔣青峰，本名「蔣振」，92歲，台灣演員。
  - 彭鏡毅，67歲，台灣植物分類學家。
- 5月8日：王雲東，51歲，台灣學者、國立台灣大學社會工作學系教授。
- 5月15日：豐偌暉，40歲，台灣前職業棒球員。
- 5月26日：張建邦，89歲，台灣政治家，淡江大學創辦人。
- 5月28日：王大閎，100歲，臺灣建築師，逝於自宅。

### 6月
- 6月1日：
  - 鄭罕池，89歲，台灣農民，1960年代從美國引進愛文芒果樹苗，被譽為「愛文芒果之父」。
  - 林玉英，58歲，台灣阿美族歌手。
- 6月3日：
  - 巫國彰，41歲，台灣政治人物，屏東縣長治鄉長參選人，心肌梗塞。
  - 黃文君，51歲，台灣政治人物，南投縣縣議員。胰臟癌。
- 6月4日：吳彥霆，31歲，中華民國空軍少校，駕駛F-16戰機參與漢光演習時失事殉職。
- 6月5日：
  - 劉昌平，96歲，台灣新聞界人物，《聯合報》共同創辦人、報系副董事長。
  - 馮定國，67歲，台灣政治人物，台中縣立法委員、倒扁運動副總指揮。心肌梗塞。
- 6月7日：傅達仁，85歲，台灣知名主持人、體育主播，安樂死。
- 6月9日：林堉璘，82歲，台灣企業家、宏泰建設創辦人。
- 6月13日：呂道南（義大利語：Fr. Antonio Didone），84歲，義大利籍醫師、天主教靈醫會神父，曾任羅東聖母醫院院長。
- 6月14日：林容生，50歲台灣瓦斯行老闆，921大地震義消，咪咪喵作者，病逝。
- 6月20日：吳啟賓，80歲，前中華民國最高法院院長。
- 6月29日：張拓蕪，90歲，台灣作家。

### 7月
- 7月10日：胡勝正，77歲，台灣經濟學家、中央研究院第23屆（人文及社會科學組）院士、中華經濟研究院董事長。
- 7月14日：葉耀星，66歲，「心海羅盤善知識文教基金會」創辦人，被稱為「葉教授」。
- 7月17日：楊國樞，85歲，台灣心理學家、中央研究院第22屆（人文及社會科學組）院士，曾任中央研究院副院長及澄社創社社長等職。
- 7月29日：馬如風，64歲，台灣男演員。

### 8月
- 8月1日：呂燁濱，60歲，台灣電視劇製作人，代表作《親戚不計較》，病逝。
- 8月3日：劉宗雄，56歲，台灣企業家、中華開發資產管理公司總經理，墜樓亡。
- 8月5日：韋政通，91歲，臺灣思想史學者，曾任中國文化大學、國立清華大學教授。
- 8月12日：張龍雲，61歲，臺灣音樂家、台南應用科技大學藝術學院院長，疑似心肌梗塞。
- 8月30日，楊偉中，47歲，臺灣政治人物，不當黨產處理委員會委員，旅遊時為救援其女而溺水身亡。

### 9月
- 9月3日：吳福明，57歲，台灣動力飛行傘協會理事
- 9月8日：游忠鈿，65歲，台灣政治人物，苗栗縣議會議員、議長，病逝。
- 9月10日：胡佛，86歲，台灣政治學者，曾任台大政治學系教授、中央研究院院士（第22屆人文及社會科學組）。
- 9月11日：周烒明，88歲，北美台灣人醫師協會創會會長，病逝（新聞發布日）。
- 9月11日：郭菀華，96歲，中華民國前行政院長郝柏村妻子，國民黨副主席郝龍斌母親。
- 9月12日：沈君山，86歲，台灣物理學家，國立清華大學校長(1994-1997)，腸道破裂併發症。
- 9月12日：甯永鑫，49歲，台灣神學家，天主教輔仁聖博敏神學院教授，溺斃。
- 9月13日：林茂桂，68歲，台灣企業家，群光電子副董事長。
- 9月14日：蘇啟誠，61歲，中華民國（台灣）外交官，臺北駐大阪經濟文化辦事處處長，自殺（遺體發現日期）。
- 9月17日：蔡生豐，55歲，台灣職棒選手。
- 9月19日：吳香達，80歲，台灣婦產科醫師，臺北榮民總醫院前副院長，肺炎。
- 9月23日：許芳慈，33歲，台灣作家，因血癌病逝於台大醫院。

### 10月
- 10月1日：謝辰陽，44歲，台灣電影導演，燒炭自殺（遺體發現日期）。
- 10月12日：張俊彥，81歲，台灣半導體學者，首位台灣本土的工學博士、國立交通大學前校長。
- 10月14日：吳兆南，93歲，台灣相聲演員，多重器官衰竭。

### 11月
- 11月3日：許曹德，81歲，台灣政治人物，支持台獨、「台灣政治受難者聯誼總會」首任會長。
- 11月4日：洪文棟，80歲，臺灣骨科醫師、前立法委員。其妻為台灣歌仔戲演員楊麗花，心臟病。
- 11月5日：簡振澄，64歲，台灣官員，高雄市財政局長。
- 11月7日：林信彰，81歲，台灣棒球選手、教練。
- 11月7日：焦廷標，94歲，臺灣企業家，華新麗華集團創辦人。
- 11月8日：杜淑純，95歲，台灣台北帝國大學首位台灣籍女學生，台北帝國大學文政學部英文科專攻卒業，文學士。
- 11月10日：謝玉英，67歲，台灣政治人物。高雄市三民區安和里里長候選人。交通意外。
- 11月10日：謝豐舟，71歲，台灣醫學家，台大醫學院名譽教授。
- 11月11日：曾仕強，83歲，台灣管理學學者、文化學者。
- 11月11日：龔友誠，62歲，台灣廣告導演。
- 11月13日：李維菁，49歲，台灣女作家，癌症。
- 11月13日：許義翔，50歲，台灣政治人物。屏東縣屏東市新興里里長候選人。服毒自殺。
- 11月17日：何健鎔，55歲，台灣螢火蟲之父，心肌梗塞。
- 11月19日：蕭逸，82歲，台灣新派武俠小說作家，肺癌。
- 11月21日：李麗鳳，67歲，台灣女演員。
- 11月25日：謝文賢，66歲，台灣政治人物。彰化縣田中鎮鎮長。
- 11月26日：林瑞明，68歲，台灣文史研究專家。

### 12月
- 12月2日：林安迪，57歲，台灣男演員，食道癌。
- 12月3日：嚴凱泰，53歲，裕隆集團董事長，食道癌。
- 12月3日：羅慧夫，91歲，外科醫生及傳教士，曾主導成立臺灣第一個加護病房、灼傷中心、唇顎裂暨顱顏中心、生命線、小兒麻痺重建中心等機構。
- 12月7日：鄭傳義，60歲，台灣企業家，星宇航空副董事長，曾任長榮航空總經理等職，肺癌。
- 12月8日：劉駿耀，52歲，台灣記者、時事評論員，胰臟癌過世。
- 12月10日：陳俊志，51歲，台灣紀錄片導演。
- 12月10日：江丙坤，85歲，前海基會董事長。
- 12月15日：羅本立，92歲，中華民國陸軍退役一級上將，曾任中華民國國軍參謀總長，病逝。